# خسوس کاسترو (بازیکن فوتبال اسپانیایی)
خسوس کاسترو (انگلیسی: Jesús Castro; ۲۳ ژانویهٔ ۱۹۵۱ – ۲۶ ژوئیهٔ ۱۹۹۳) بازیکن فوتبال اهل اسپانیا بود.
از باشگاه‌هایی که در آن بازی کرده‌است می‌توان به باشگاه فوتبال اسپورتینگ خیخون اشاره کرد.
وی همچنین در تیم‌های ملی فوتبال زیر ۲۳ سال اسپانیا و Spain national amateur football team بازی کرده‌است.